# Klingenmünster
Klingenmünster is een plaats in de Duitse deelstaat Rijnland-Palts, en maakt deel uit van de Landkreis Südliche Weinstraße.
Klingenmünster telt 2.267 inwoners.

## Bestuur
De plaats is een Ortsgemeinde en maakt deel uit van de Verbandsgemeinde Bad Bergzabern.

## Foto galerij

Klingenmünster
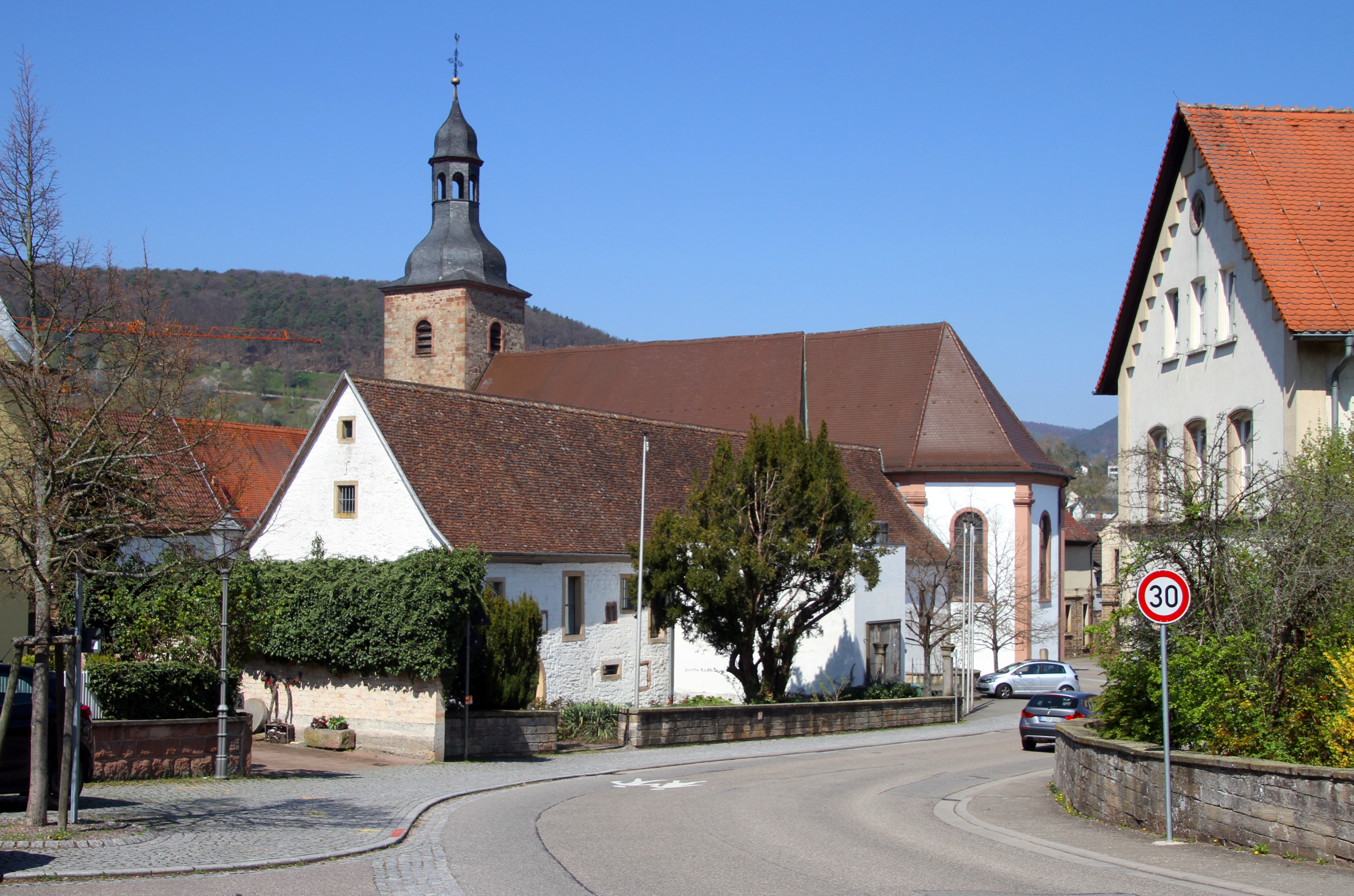
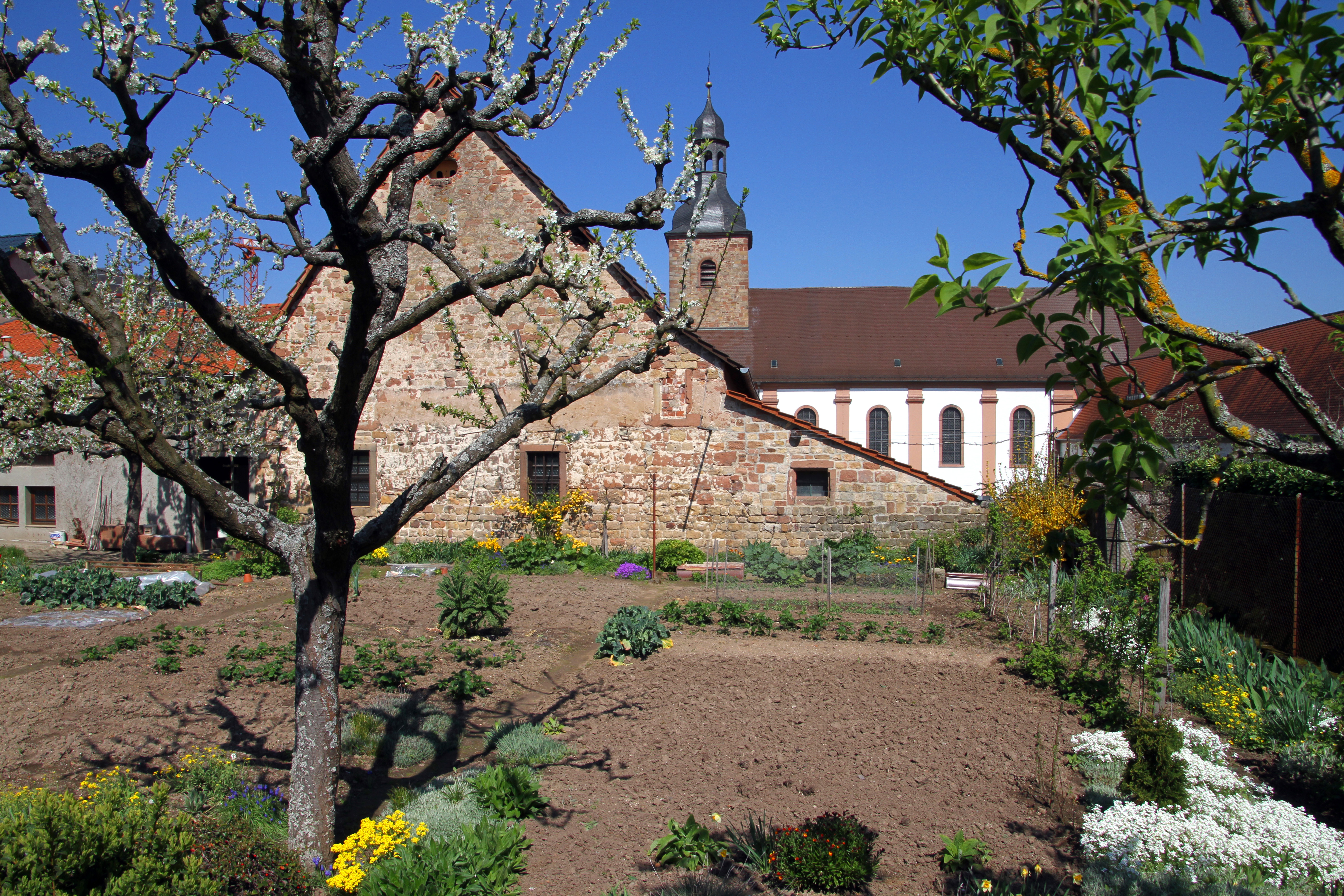
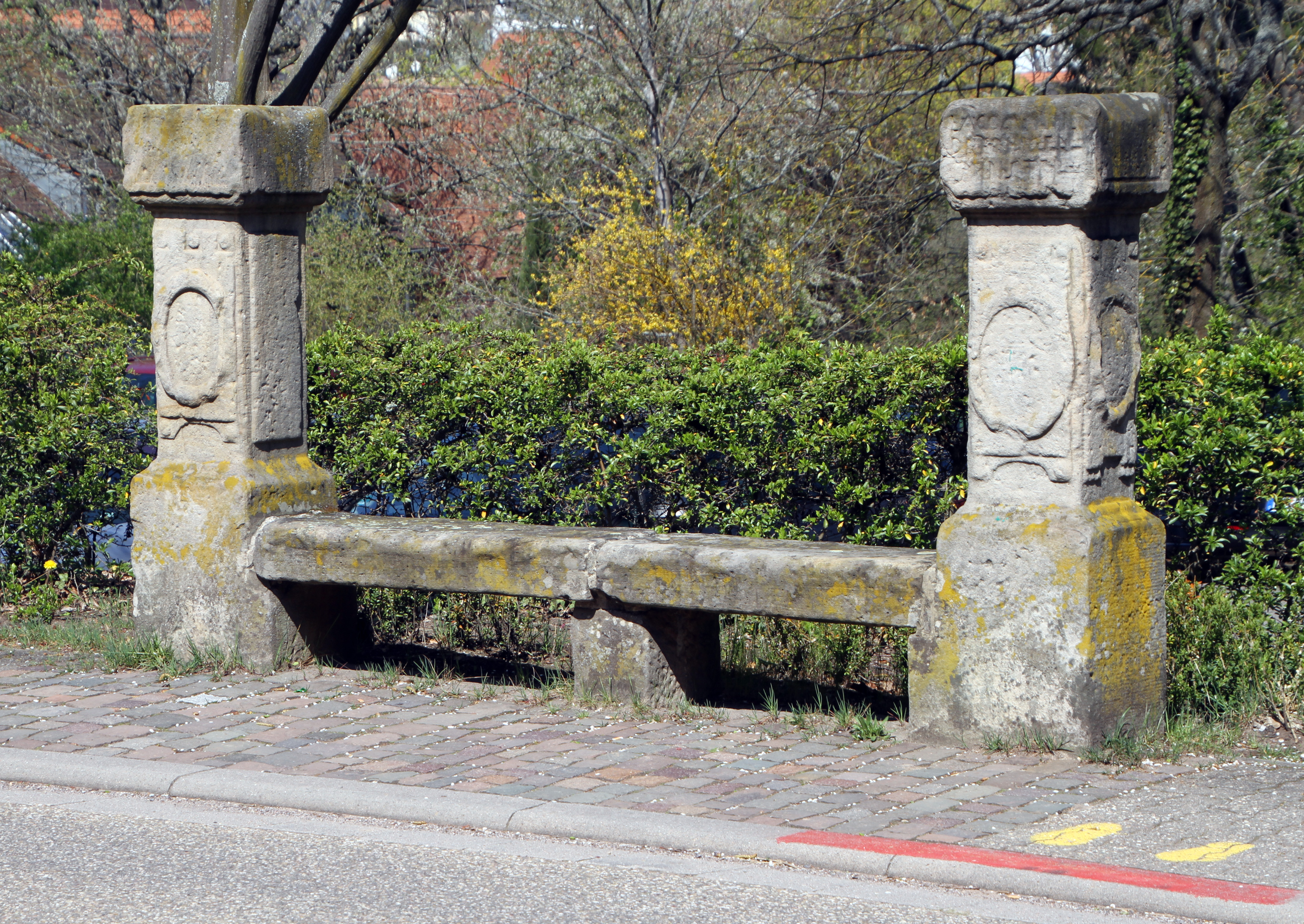
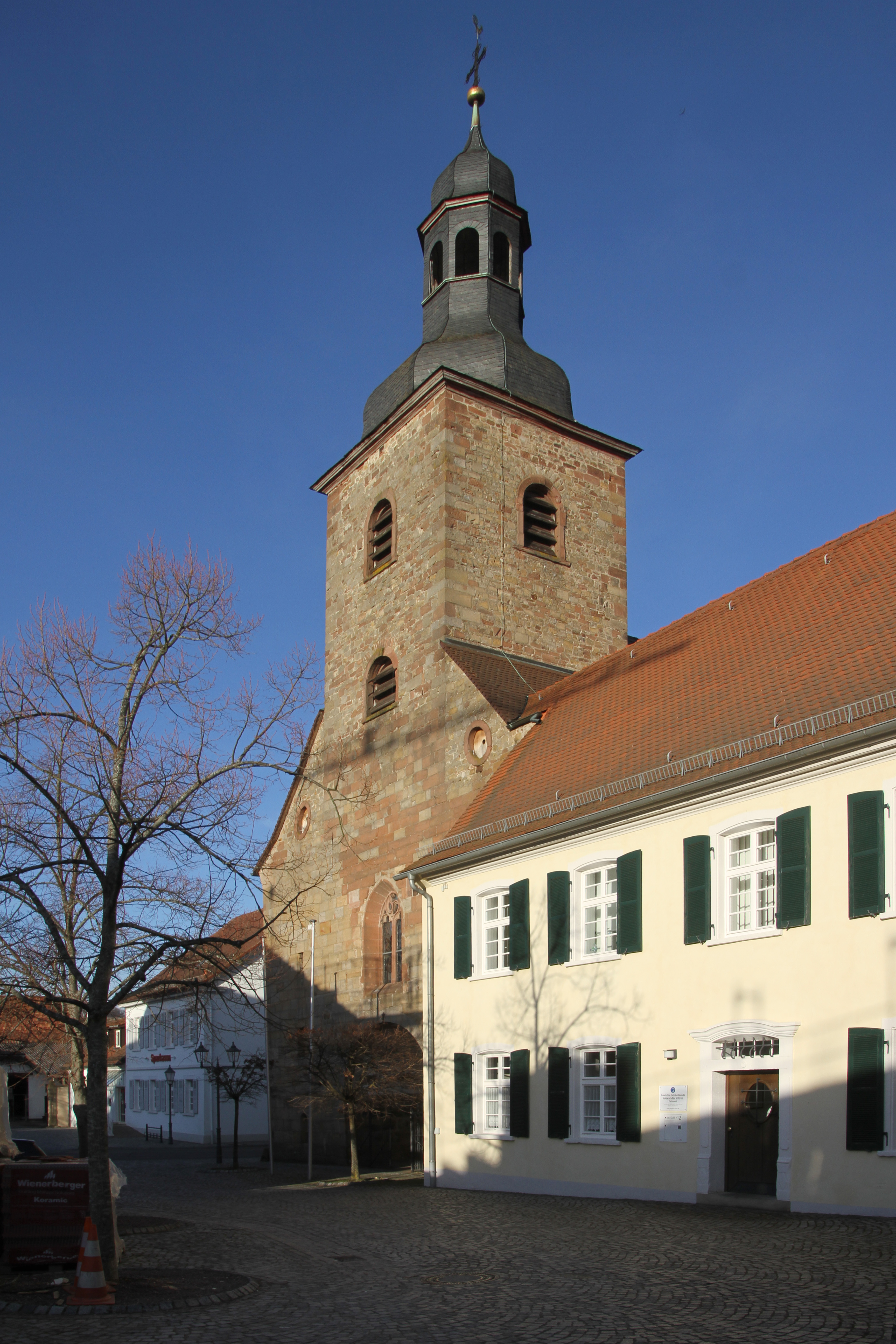
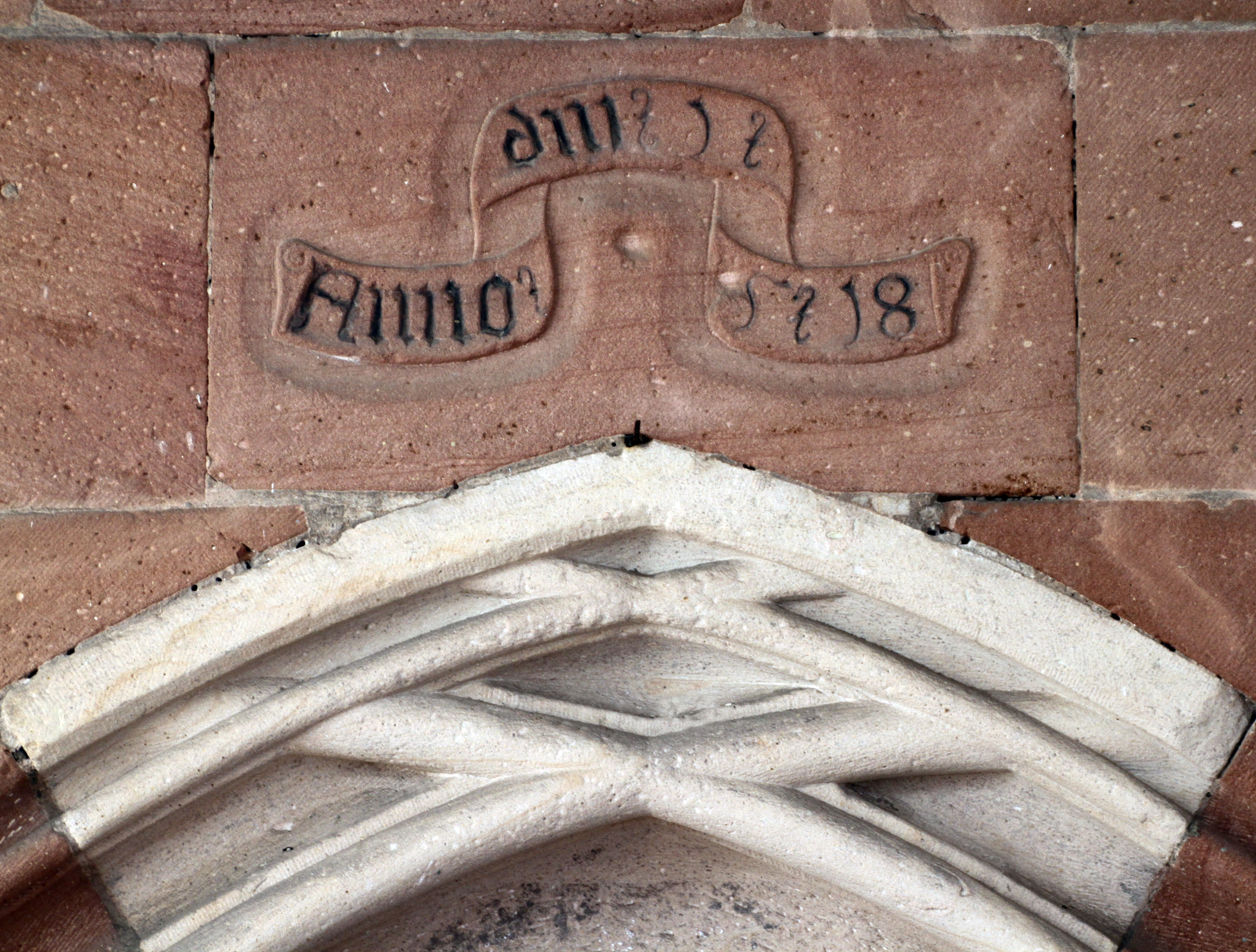
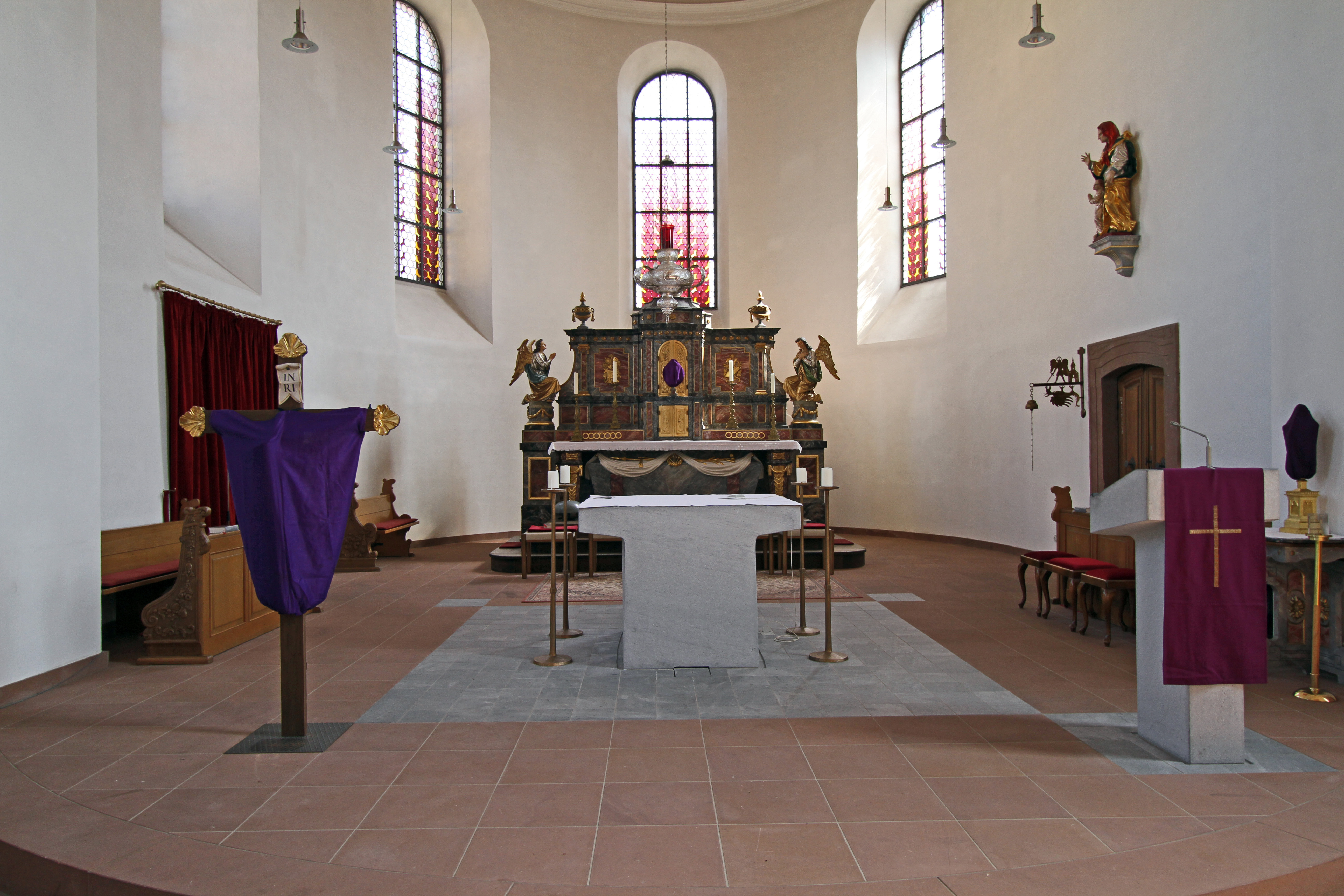
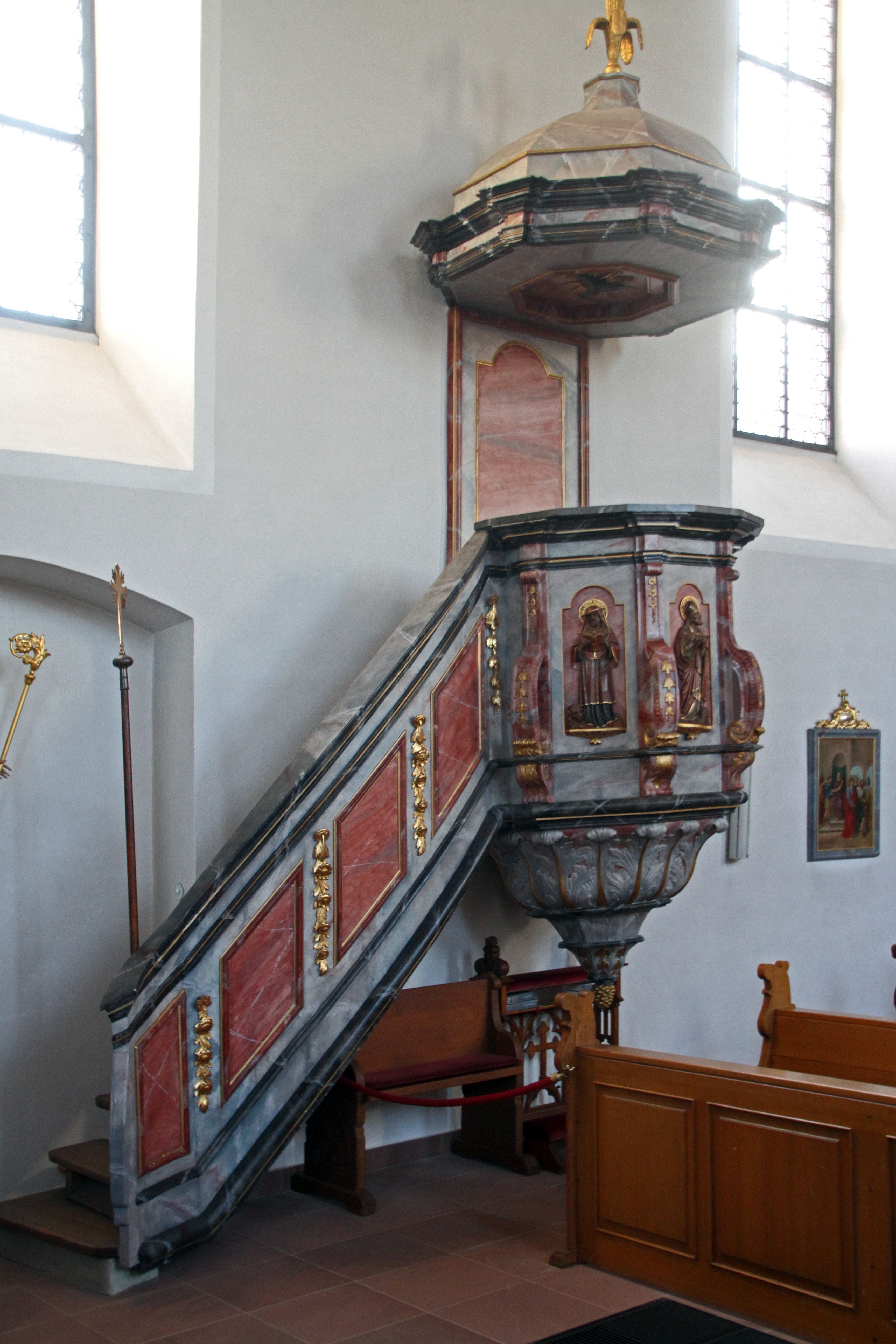
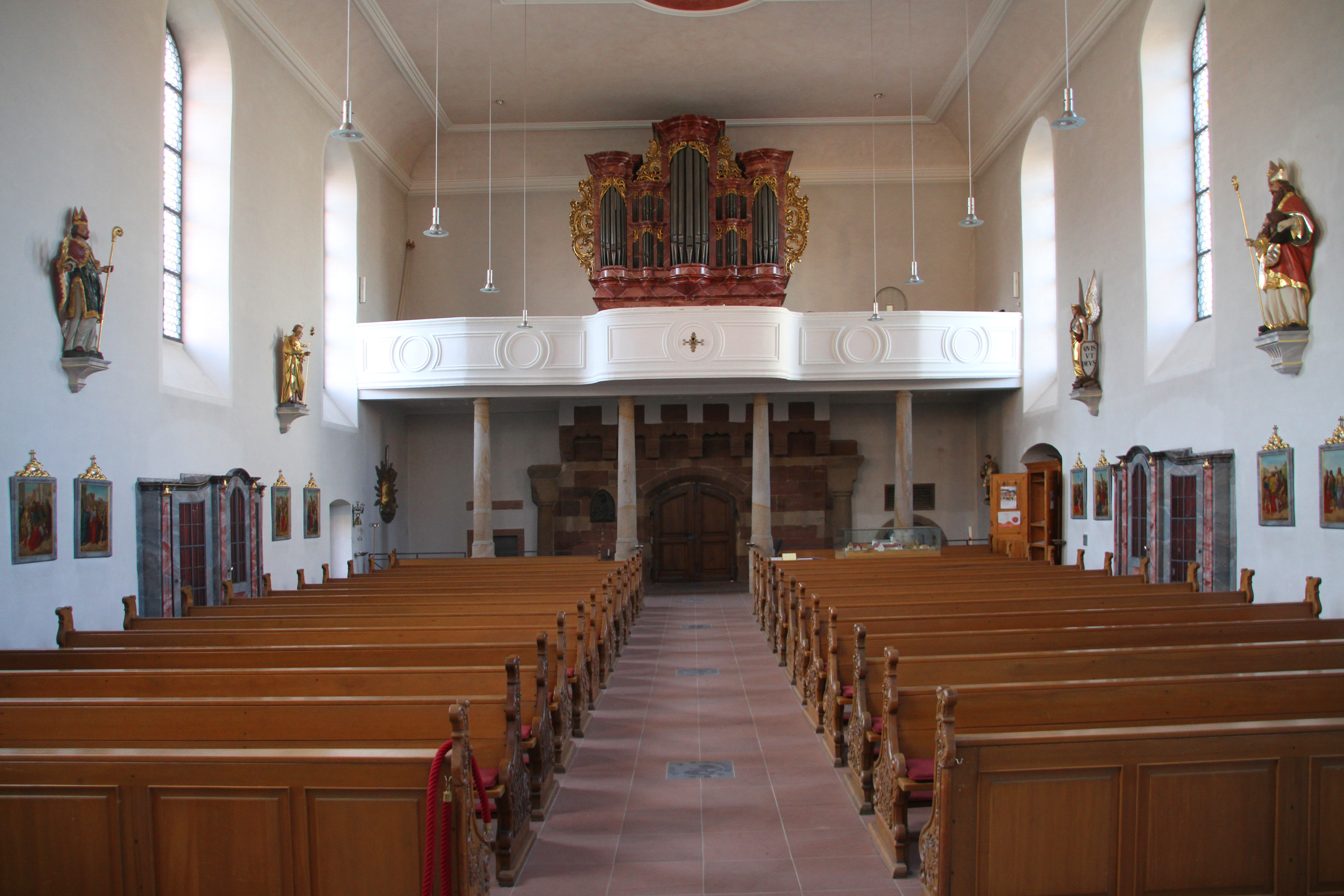
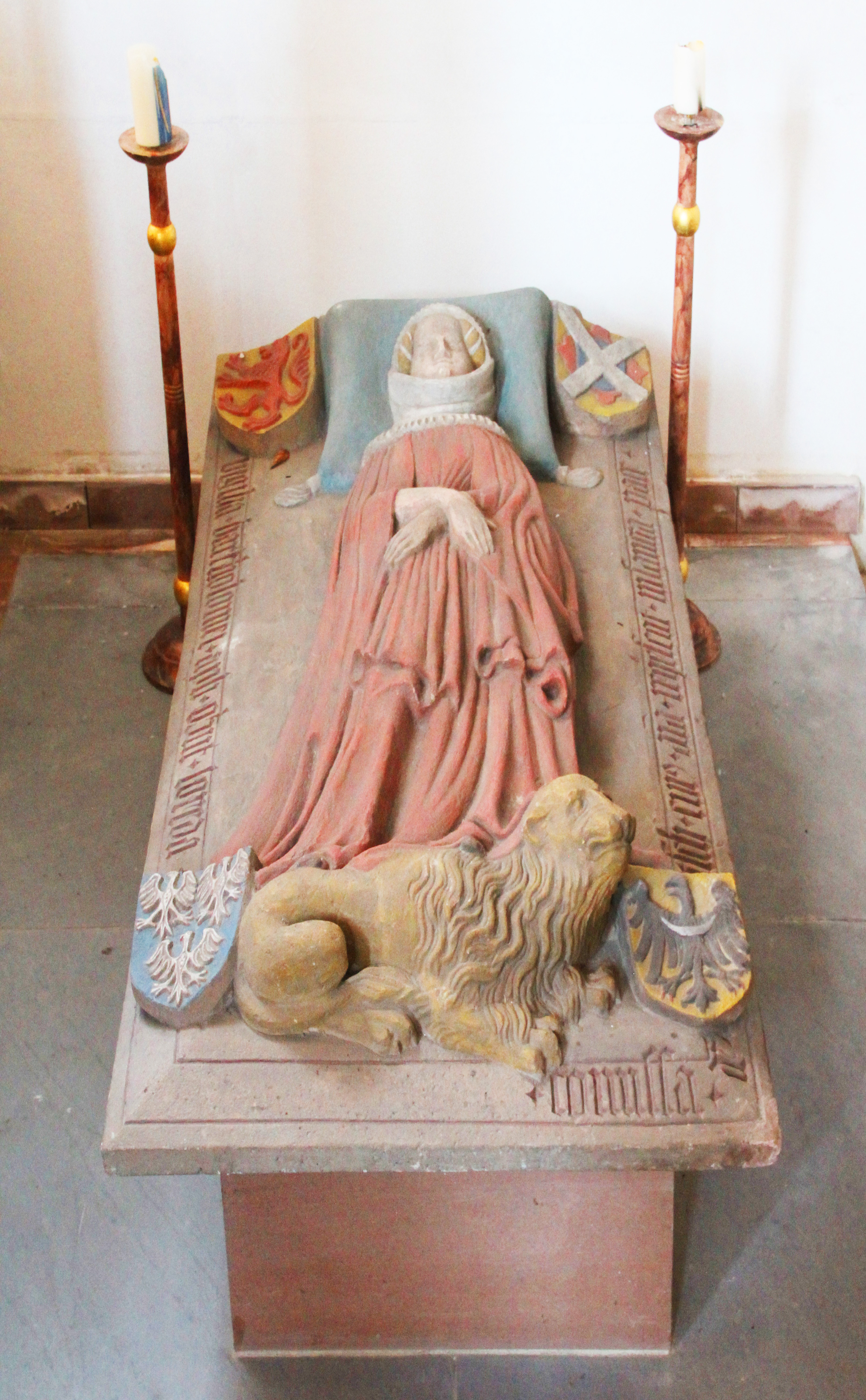
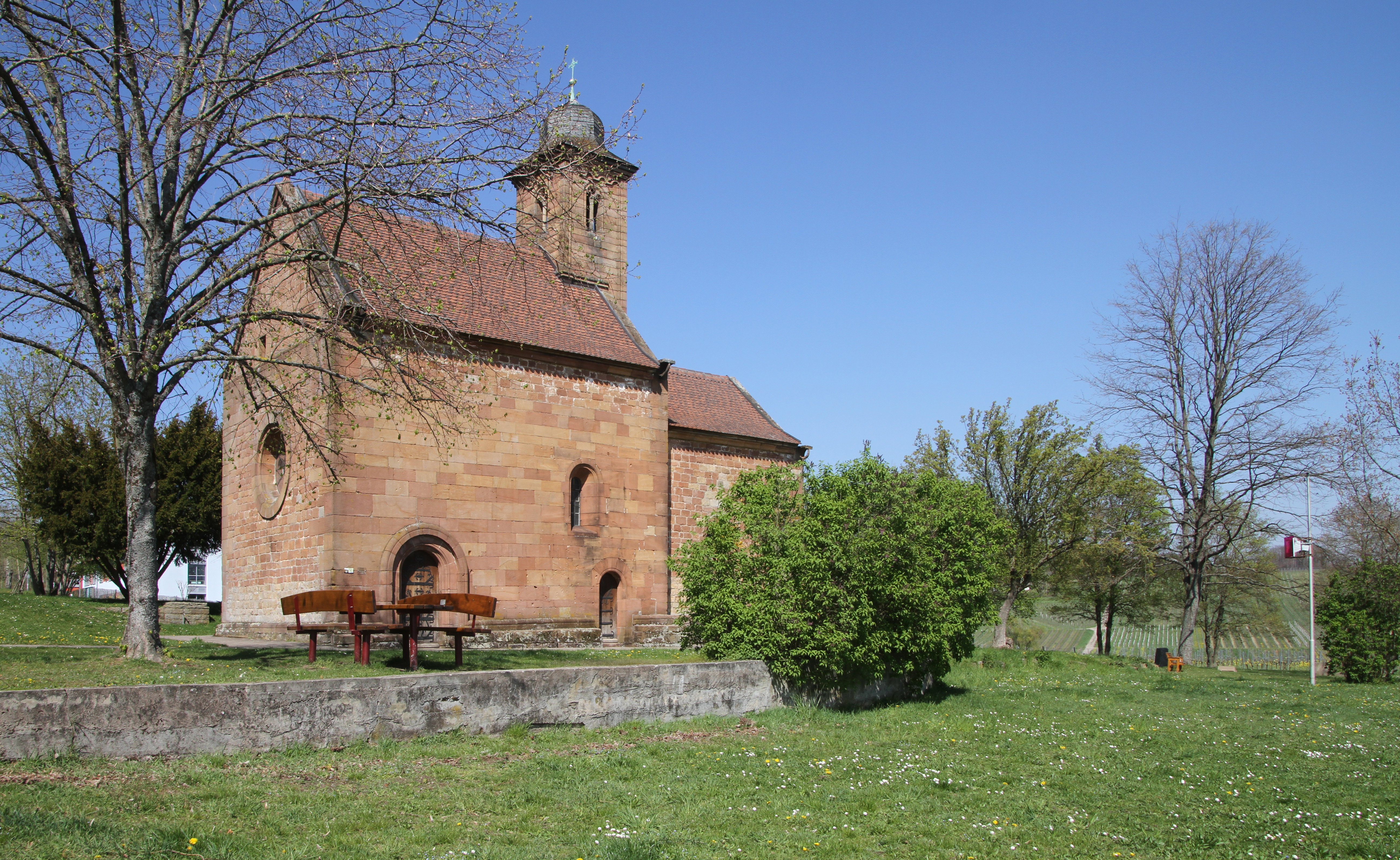